# Jozef Jankovič
Jozef Jankovič (Bratislava, 8 novembre 1937 – Bratislava, 6 giugno 2017) è stato uno scultore e pittore slovacco.

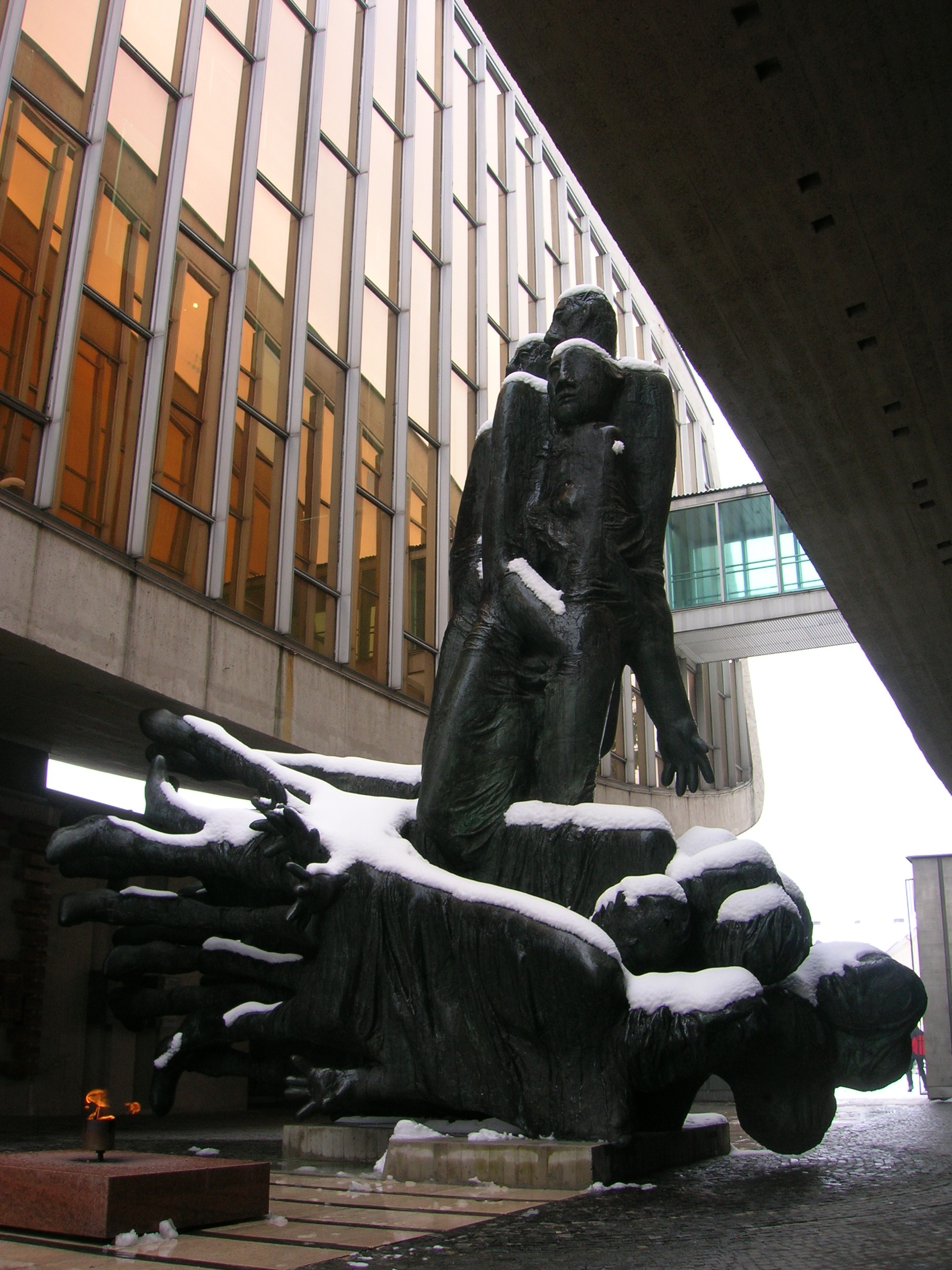
Il monumento Obete varujú a Banská Bystrica.

Studiò all'Alta scuola di arti figurative di Bratislava dal 1956 al 1962, nell'atelier del fondatore della scultura slovacca moderna, il professor Jozef Kostka. Fu autore di molti rilievi e statue soprattutto di carattere monumentale, collocate su suolo pubblico. Le sue sculture, oltre che in patria, si trovano anche in Croazia, in Slovenia, in Germania, in Francia e in Corea del Sud. Fu pioniere dell'arte informale, della Nieuwe figuratie e della pop art e secondo alcuni critici può anche essere annoverato tra gli autori postmoderni.
Il suo monumento Obete varujú, che realizzò per Banská Bystrica, ha avuto un destino complicato. Durante la normalizzazione, fu trasportato nel villaggio di Kalište, ove rimase fino al 2004, quando, dopo molti problemi ideologici, economici e di potere, fu ricollocato nella sua posizione originale. Il monumento è diventato così un simbolo dell'allineamento della società slovacca con il proprio passato. Nel 1968 Jankovič vinse l'importante esposizione internazionale di arte contemporanea Danuvius a Bratislava. Nel 1983 è stato insignito del Premio Herder a Vienna. Quando non poté realizzare sculture monumentali, si dedicò alla gioielleria e al ciclo grafico. Jozef Jankovič fu anche fra i fondatori della computer grafica in Slovacchia. È l'unico scultore slovacco rappresentato nella collezione di arte contemporanea all'aria aperta nel quartiere de La Défense a Parigi. La statua V šľapajach otcov ("Sulle orme dei padri"), che qui è collocata, riassume in modo critico l'indole polemica degli slovacchi.

## Riconoscimenti
- Grand Prix alla biennale Danuvius di Bratislava (1968)
- Premio alla Biennale dei giovani di Parigi (1969)
- Premio Herder (1983)
- 2012 - Krištáľové krídlo ("Coppa di cristallo") nella categoria arti figurative